# Jermaine Dearman
Jermaine Dearman (* 17. Dezember 1980 in Indianapolis, Indiana) ist ein US-amerikanischer Basketballspieler.
Jermaine Dearman ist der Sohn von Brenda Chambers und wuchs ohne Vater auf. Er hat einen Bruder und ging auf die Warren Central High School. Obwohl er als Jugendlicher von einem Auto angefahren und schwer verletzt wurde, gelang es ihm, seinen Wunsch, Basketballspieler zu werden, zu erreichen.
Der 2,03 m große Power Forward spielte in den USA für die Southern Illinois University, Carbondale („The Salukis“) und wechselte 2003 in die Basketball-Bundesliga nach Deutschland zu EnBW Ludwigsburg. Nach einer Saison in Finnland bei Kouvolan Kouvot kam er 2005 zum TBB Trier.
2006 spielte eine Saison in der Türkei für TED Koleji und die Folgesaison für den französischen Verein Nanterre 92, bis er von 2010 bis 2011 zurück in die Türkei zu Hacettepe Üniversitesi ging.
2012 wechselte Jermaine Dearman für eine Saison in die chinesische CBA zu den Shanghai Sharks. Anschließend schloss er sich dem türkischen Club TED Gelisim Koleji an.
2014 wurde Dearman in das All-Century-Team der SIU berufen. Er zeigte sich in großen Spielen von seiner besten Seite, erhielt den Spitznamen „Big-Game Jermaine“ und wurde dreimal als CBS-Spieler des Spiels in NCAA-Turnierspielen gegen Texas Tech University, Georgia und Missouri ausgewählt.